# Kanzel (Oberbechingen)

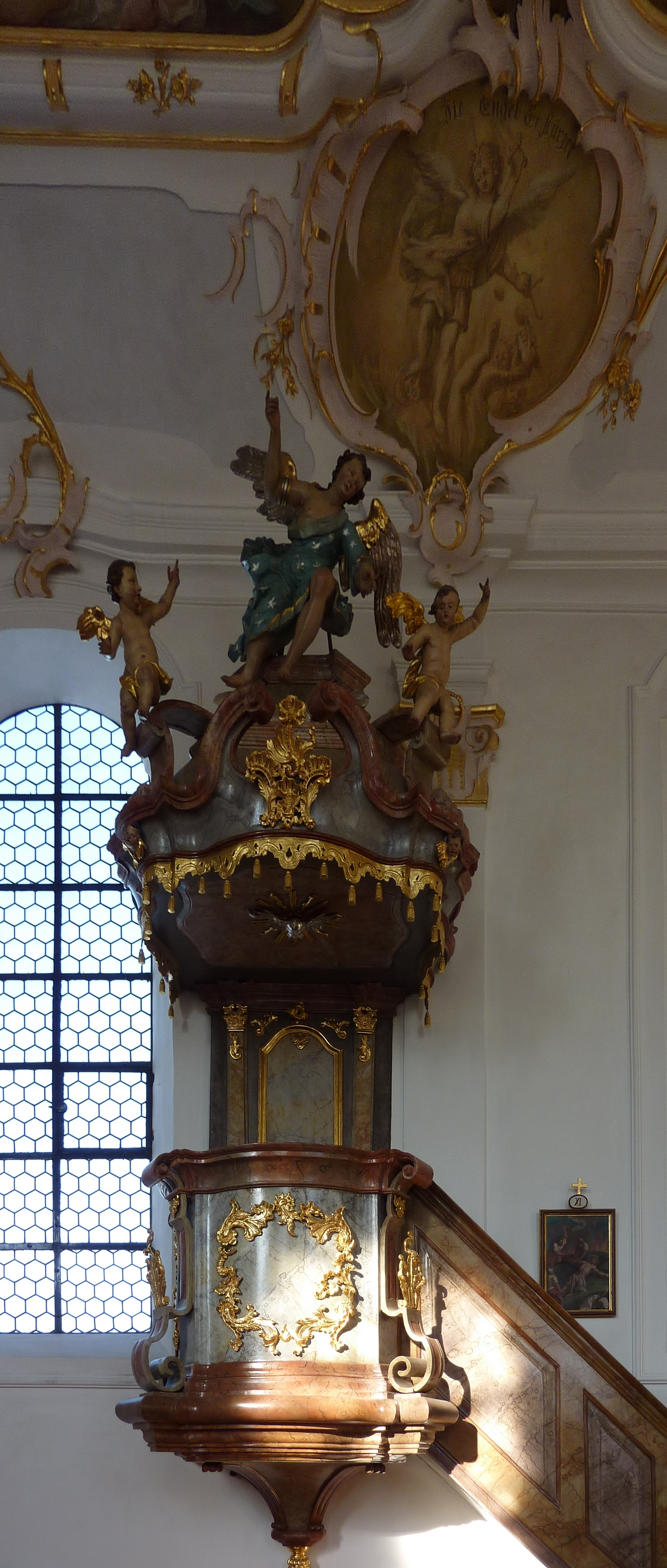
Kanzel in Oberbechingen

Die Kanzel in der katholischen Pfarrkirche St. Michael in Oberbechingen, einem Gemeindeteil von Bachhagel im Landkreis Dillingen an der Donau im bayerischen Regierungsbezirk Schwaben, wurde um 1760 geschaffen. Die Kanzel ist ein Teil der als Baudenkmal geschützten Kirchenausstattung.
Die hölzerne Kanzel im Stil des Rokoko wird der Werkstatt von Franz Karl Schwertle zugeschrieben. Der rechteckige, an den Seiten vorgewölbte Kanzelkorb ist mit Muscheldekor und Puttenköpfen verziert. 
Der Schalldeckel mit Lambrequin am gekehlten verkröpften Deckelrand wird von zwei Putten und einem Engel bekrönt. Unter dem Schalldeckel ist eine Heiliggeisttaube zu sehen.
Der Kanzelfuß ist in Form einer Zirbelnuss gestaltet.

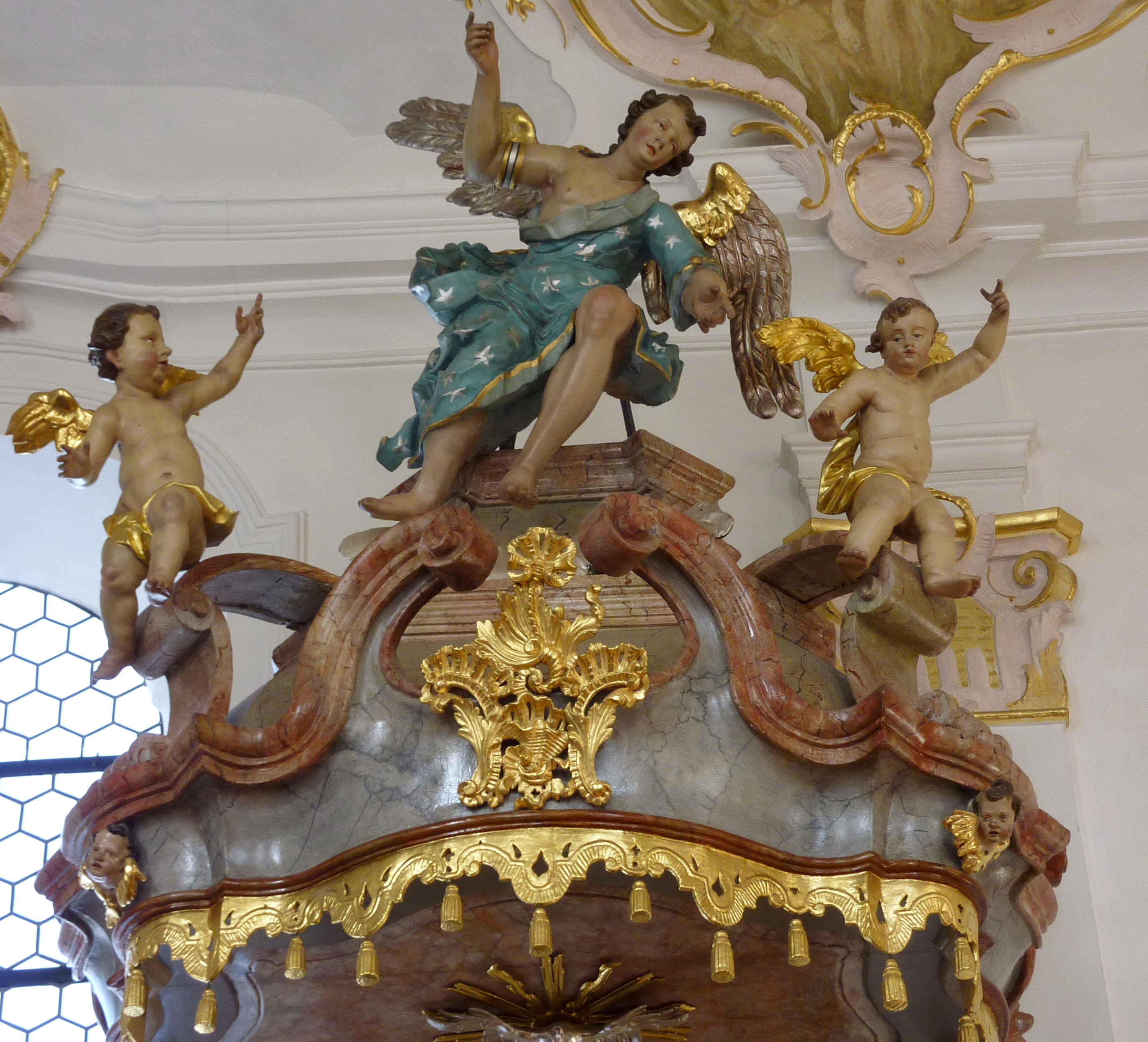
Schalldeckel
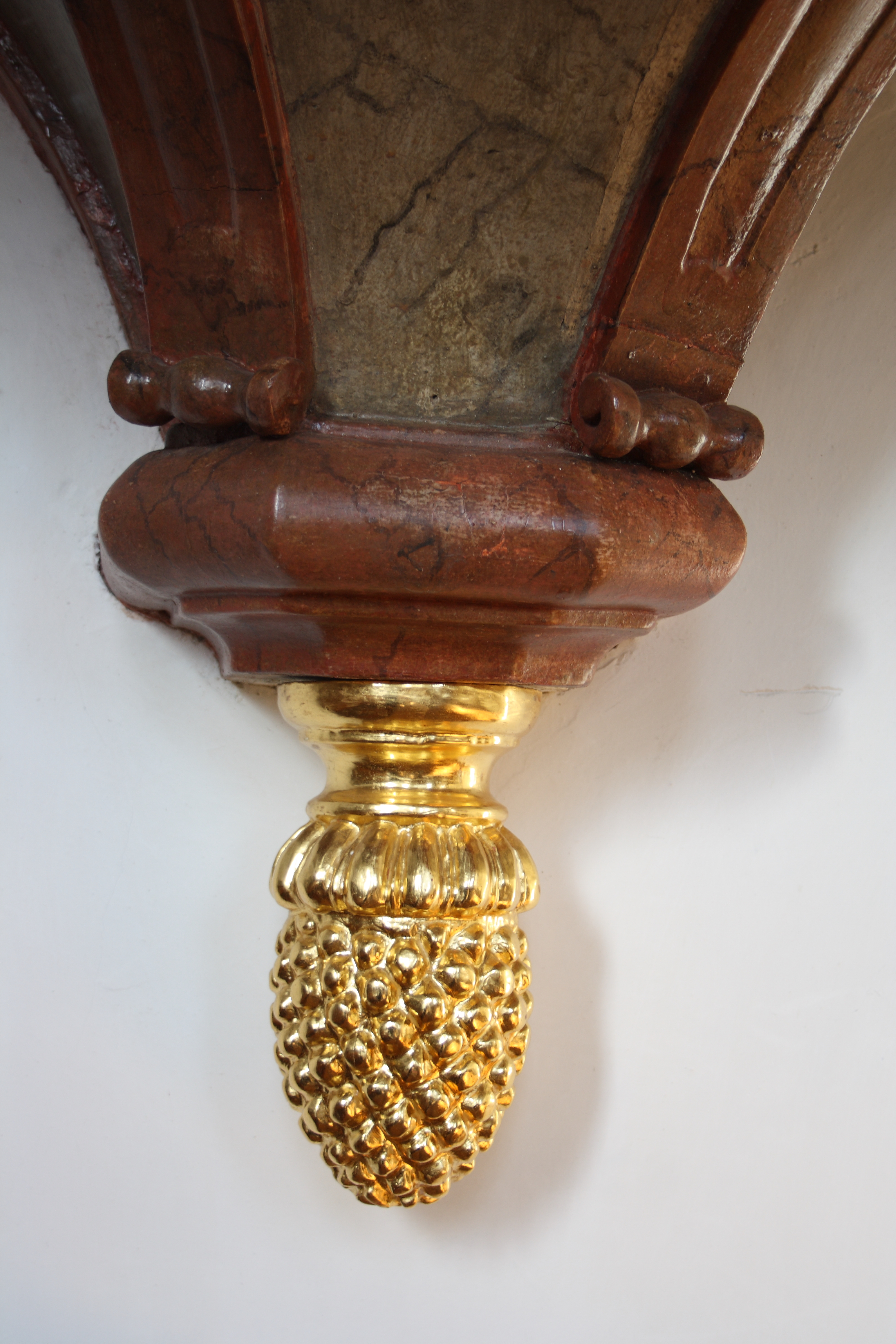
Zirbelnuss am Kanzelfuß